# Kenny McDowall
Pour les articles homonymes, voir McDowall.
Kenny McDowall (né le 29 juillet 1963 à Glasgow) est un joueur de football écossais reconverti comme entraîneur.
Sa carrière de joueur n'a connu que deux clubs écossais, Partick Thistle et Saint Mirren. En tant qu'entraîneur, il s'est d'abord occupé des équipes réserve et de jeunes du Celtic FC pendant dix ans, avant de passer chez les rivaux des Rangers FC en tant qu'entraîneur adjoint, d'abord de Walter Smith puis d'Ally McCoist.